# Jordan Alan
Jordan Alan (né en 1967 dans le New Jersey, aux États-Unis) est un réalisateur, scénariste, producteur, directeur de la photographie et acteur américain.

## Biographie
À l'âge de neuf ans, Jordan Alan réalise des dessins publiés dans les journaux locaux, et à dix ans, il commence la réalisation. En 1987, il crée la société Terminal Bliss Productions, rachetée ensuite par Terminal Bliss Pictures.
Aussi fan de hockey sur glace, il crée la Planet Hockey à Los Angeles. Il tourne un long métrage sur ce sport qui le passionne, pour lequel il a rencontré Jerry Bruckheimer.
Il s'est marié le 29 avril 2006 avec l'actrice Amanda Righetti. En août 2012, le couple annonce qu'il attend son 1er enfant. Le 10 janvier 2013, Jordan devient papa d'un petit garçon prénommé Knox Addison. 

## Filmographie
- 1992 : Terminal Bliss (en)
- 1995 : Love and Happiness
- 1996 : Deconstruction Red
- 1996 : Kiss and Tell (en)
- 1997 : Missing Emotions
- 1997 : Cat's Cradle
- 2000 : Gentleman B.
- 2004 : Tresspassing
- 2007 : Pipeline (en)
- 2007 : E-Train

## Récompenses et distinctions
- 2000 : Au World Fest Houston, prix du meilleur film indépendant pour Gentlemen B.